# Катастрофа Vickers Vanguard под Базелем
Катастрофа Vickers Vanguard под Базелем — крупная авиационная катастрофа, произошедшая во вторник 10 апреля 1973 года. Авиалайнер Vickers 952 Vanguard авиакомпании Invicta International Airlines выполнял плановый рейс IM 435 по маршруту Лондон—Бристоль—Базель, но при заходе на посадку в пункте назначения врезался в гору в 15 километрах от аэропорта Базеля. Из находившихся на его борту 145 человек (139 пассажиров и 6 членов экипажа) выжили 37.
На 2020 год катастрофа рейса 435 остаётся крупнейшей (по числу погибших) авиакатастрофой в истории Швейцарии.

## Самолёт
Vickers 952 Vanguard (серийный номер 745) был выпущен компанией «Vickers Armstrong Ltd» в 1962 году и 1 мая совершил первый полёт. 7 июля того же года был передан авиакомпании Trans-Canada Air Lines, где получил бортовой номер CF-TKV; 1 января 1965 года Trans-Canada Air Lines преобразовалась в Air Canada и борт CF-TKV перешёл в её авиапарк. 8 мая 1971 года лайнер был куплен авиакомпанией Invicta International Airlines, где получил бортовой номер G-AXOP. Оснащён четырьмя турбовинтовыми двигателями Rolls-Royce Tyne 512 с установленными на них четырёхлопастными пропеллерами «De Havilland PD 223/466/3». Салон имел три отделения, общая пассажировместимость составляла 139 мест, а также дополнительно 4 места для стюардесс. На день катастрофы налетал 16 367 часов.

## Экипаж и пассажиры
Состав экипажа рейса IM 435 был таким:
- Командир воздушного судна (КВС) — 35-летний Энтони Н. Дорман (англ. Anthony N. Dorman), канадец. В 1963 году начал проходить службу в Королевских ВВС Канады, но вскоре был уволен за недостаточные способности. После увольнения, в 1966 году получил лицензию частного пилота, а вскоре и гражданского пилота. В 1969 году получил нигерийскую лицензию пилота. С 1970 по 1971 год в Великобритании предпринял в общей сложности 9 попыток получить лицензию для полётов по приборам на трёх типах двухмоторных самолётов, пока 21 января 1971 года наконец не получил её. 25 января 1971 года получил лицензию британского гражданского пилота, после чего вскоре устроился в авиакомпанию Invicta International Airlines[англ.] (проработал в ней 2 года и 2 месяца). Сразу после прохождения тестовых полётов по приборам начал работать вторым пилотом Douglas DC-4, а в дальнейшем Vickers Vanguard (с 20 августа 1971 года). 19 октября 1972 года получил должность КВС. На день катастрофы был квалифицирован на командира Vickers Vanguard и BN-2A Islander, а также второго пилота DC-3 и DC-4. Общее количество лётных часов неизвестно, так как в его лётной книжке были различные расхождения, ставящие под сомнение эти данные; известно лишь, что в период работы в Invicta International Airlines налетал 1205 часов, 1088 из них на Vickers Vanguard (185 из них в качестве КВС). В Базеле ранее садился 33 раза, в том числе 9 раз по приборам[4][5].
- Второй пилот — 47-летний Айвор У. Ф. Терри (англ. Ivor W. F. Terry), британец. 9 октября 1944 года начал проходить службу в Королевских ВВС Великобритании, с 18 ноября 1947 года военный лётчик. Выполнял полёты на одно- и многомоторных самолётах, в том числе P-2 Neptune, Avro Shackleton, Varsity Valetta и Avro Lancaster. 25 октября 1968 года был квалифицирован на DC-4, а 15 марта 1971 года на Vickers Vanguard; также был квалифицирован на DHC-1. Налетал 9172 часов (3144 часа 45 минут из них в гражданской авиации), 1256 часов 10 минут из них на Vickers Vanguard. В Базеле ранее садился 61 раз, в том числе 38 раз на Vickers Vanguard и в общей сложности 14 раз по приборам[5].

Изначально КВС Дорман не должен был лететь в данном рейсе, но в итоге полетел из-за отсутствия второго пилота. Оба пилота ранее уже 17 раз летали вместе, в том числе 2 раза в Базель.
В салоне самолёта работали 4 стюардессы:
- Джиллиан Р. Мэннинг (англ. Gillian R. Manning), 31 год.
- Джой Сэдлер (англ. Joy Sadler), 20 лет.
- Элизабет Д. Лоу (англ. Elisabeth D. Low), 26 лет.
- Дафна Х. Акстен (англ. Daphne H. Axten), 20 лет[2].

| Гражданство    | Пассажиры | Экипаж | Всего |
| -------------- | --------- | ------ | ----- |
| Великобритания | 139       | 5      | 144   |
| Канада         | 0         | 1      | 1     |
| Всего          | 139       | 6      | 145   |

## Хронология событий
Vickers 952 Vanguard борт G-AXOP выполнял чартерный рейс IM 435 из Лондона в Базель с промежуточной посадкой в Бристоле. По договорённости между пилотами, на первом отрезке маршрута (Лондон—Бристоль) в кресле командира сидел КВС Терри, а в кресле второго пилота сидел КВС Дорман. В Бристоле пилоты поменялись местами.
В 07:09 UTC (08:09 CET) рейс 435 вылетел из Бристоля со 139 пассажирами и 6 членами экипажа на борту. Полёт до зоны контроля аэропорта Базель-Мюлуз-Фрайбург проходил в нормальном режиме. В 08:49 на частоте 121,25 МГц экипаж вышел на связь с Базель-подход и доложил о проходе радиомаяка Эрикур и следовании на Базель по главному радиомаяку BN. Диспетчер подхода убедился по радиолокатору в определении местонахождения самолёта и, передав экипажу условия посадки (ветер 360°/16 км/ч, видимость на ВПП в точке A 700 метров, в точке B 1300 метров, снег, сплошная облачность высотой 120 метров, температура 0 °C, полоса 34), дал указание переходить на связь с вышкой аэропорта Базеля на частоте 118,3 МГц.
Экипаж подтвердил получение информации и перешёл на связь с диспетчером на башне, который дал указание сохранять эшелон FL70 (2150 метров) и доложить прохождение маяка BN, а на запрос экипажа выделил для посадки взлётную полосу №16. Далее экипажу было дано разрешение снижаться до эшелона FL50 (1500 метров), а затем до FL40 (1200 метров). В 08:55:48 второй пилот доложил о прохождении радиомаяка BN, поэтому было дано указание снижаться до 762 метров, которая является начальной для захода на посадку по курсо-глиссадной системе с указанием сообщить о прохождении MN, что является северной границей для стандартного разворота. В 08:56:58 было доложено о занимании высоты 762 метра. В 08:57:42 с борта рейса 435 доложили о прохождении MN, на что было разрешение входить в глиссаду с докладом о повторном прохождении BN.

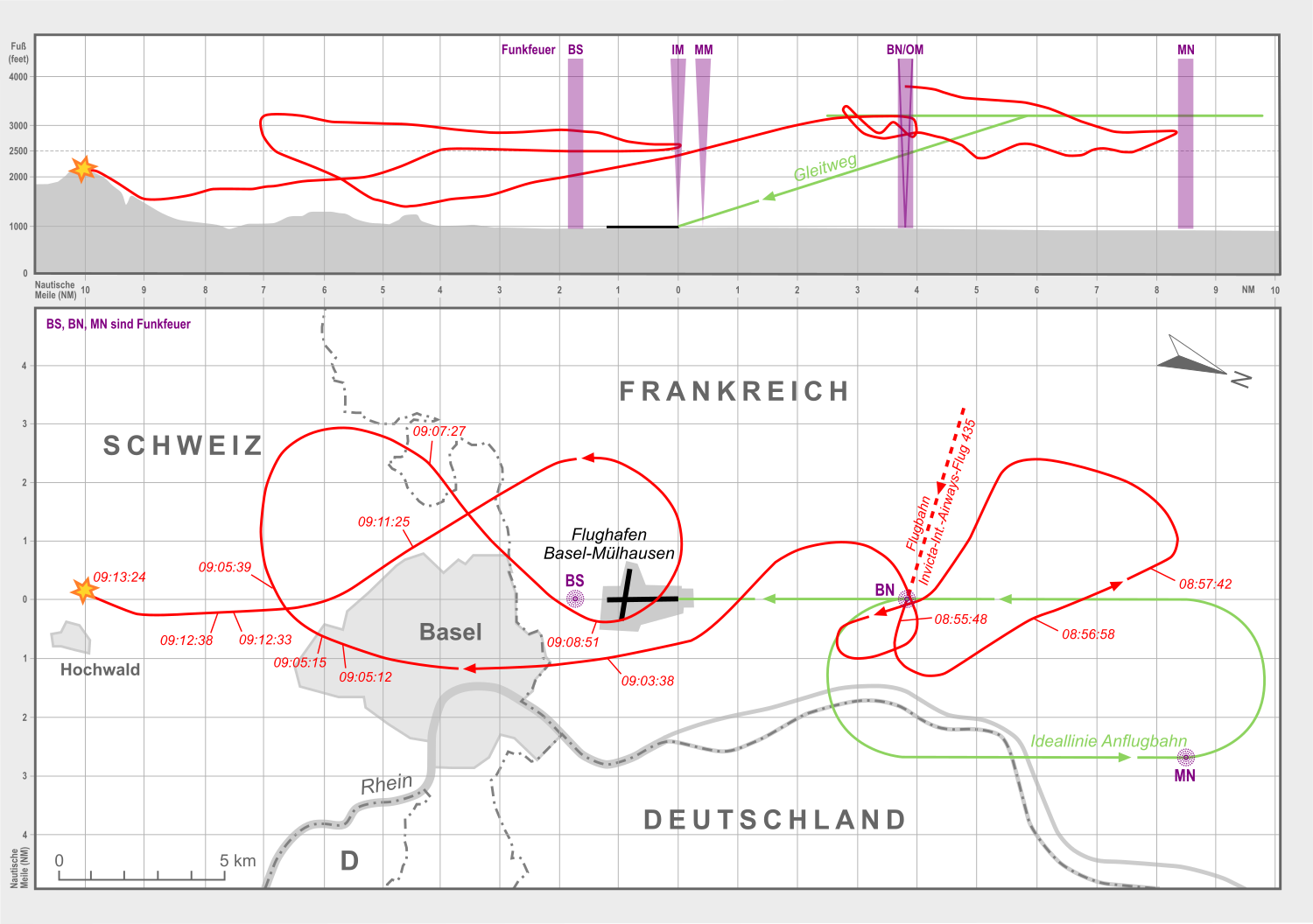
Реальная схема полёта рейса 435 (по данным бортовых самописцев). Зелёным показана расчётная траектория

В 09:00:13 второй пилот сообщил прохождение BN и что самолёт снова поворачивает на MN. Но прохождение MN экипаж не доложил, зато в 09:03:38 было сообщено о прохождении BN. В ответ было дано разрешение на посадку на ВПП №16 при поверхностном ветре 320°/14 км/ч. Затем в 09:05:12 КВС сообщил, что рейс 435 не смог осуществить осадку и уходит на второй круг. В ответ диспетчер передал: Хорошо, доложите BN, набирать 2500 футов; командир подтвердил получение информации. В 09:07:27 экипаж доложил о прохождении BN, на что было дано указание сообщить о прохождении MN.
Затем в 09:08:10 с диспетчерской вышкой аэропорта Базеля по телефону связался метеоролог, который в прошлом работал командиром самолёта. Метеоролог сообщил, что двумя минутами ранее над обсерваторией в Биннингене (около 8 километров юго-восточнее аэропорта) в южном направлении примерно в 50 метрах над землёй пролетел четырёхдвигательный турбовинтовой самолёт с красным вертикальным оперением, и поэтому несколько раз попросил предупредить экипаж о необходимости набрать высоту (впоследствии в ходе расследования следователям удалось найти несколько свидетелей в районе Биннингена и Базеля, которые также подтвердили о наблюдении самолёта на высоте 50 метров над землёй). Во время этого звонка в 09:08:51 экипаж рейса 435 доложил о прохождении MN, на что получил указание сообщить о прохождении BN перед входом в глиссаду.
В 09:11:10 с Базелем связался Цюрихский центр УВД и спросил, есть ли у них на радаре самолёт, который летит по нисходящей к Хохвальду, так как они видели неопознанную засветку на их радиолокаторе примерно в 4-8 километрах к юго-западу от аэропорта. Диспетчер в Базеле дал отрицательный ответ, но затем увидел на своём радиолокаторе чёткую засветку, которая находилась в 12 километрах южнее аэропорта Базеля на продолжении осевой линии полосы и двигалась в южном направлении. Во время этого звонка в 09:11:25 экипаж доложил о прохождении BN, на что получил разрешение на посадку с докладом о наблюдении огней ВПП.
После звонка из Цюриха в 09:12:10 авиадиспетчер спросил у экипажа: Вы уверены в прохождении BN?. КВС высказал мнение, что они следуют по курсо-глиссадной системе, в 09:12:33 второй пилот сообщил, что согласно сигналам с курсового радиомаяка они прошли BN и теперь находятся на глиссаде. В ответ диспетчер сказал им, что не наблюдает их рейс на радиолокаторе. В 09:13:03 диспетчер попросил доложить настоящую высоту рейса 435, на что оба пилота одновременно сообщили о высоте 427 метров. Тогда диспетчер передал: Я думаю, вы не на…. Вы находитесь к югу от аэродрома?, но экипаж получение информации не подтвердил. Все дальнейшие попытки вызвать авиалайнер остались без ответа.

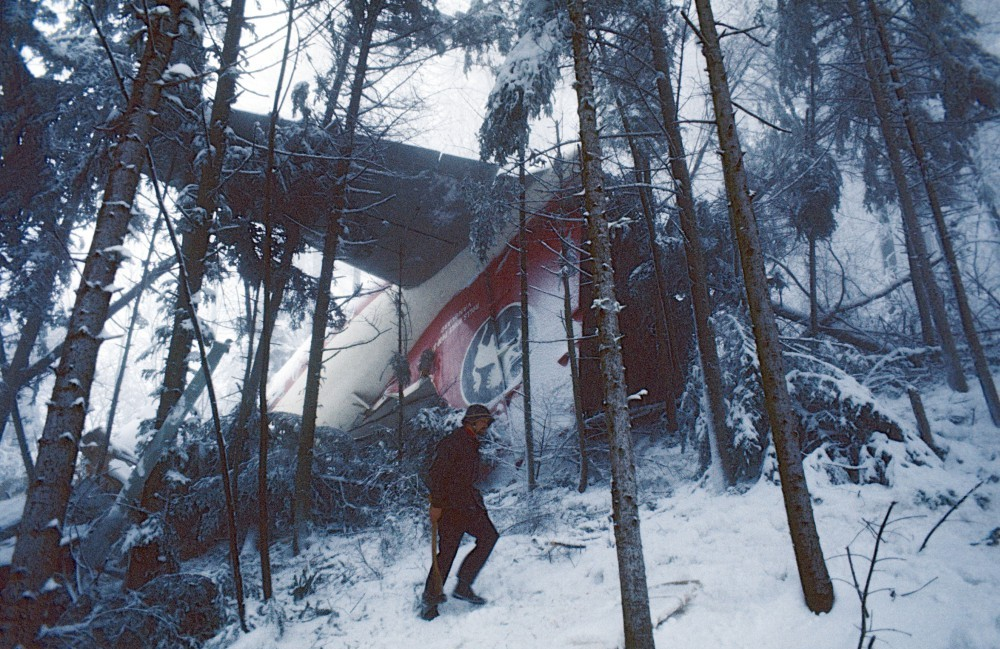
Последствия катастрофы

В это же время пилоты неожиданно увидели перед собой лес и потянули штурвалы на себя. Но в 09:13:27 UTC (10:13:27 CET) в 15 километрах южнее аэропорта Базеля и почти точно на продолжении осевой линии полосы рейс IM 435 зацепил деревья на склонах холмов Юра и близ деревни Херренмэтт, после чего, промчавшись через лес, полностью разрушился (уцелела только хвостовая часть) и загорелся. В катастрофе погибли 108 человек — 4 члена экипажа (оба пилота и 2 стюардессы (Мэннинг и Сэдлер)) и 104 пассажира; выжили 36 человек — 35 пассажиров (все получили ранения) и 2 стюардессы (стюардесса Акстен получила ранения, а стюардесса Лоу не пострадала). На 2020 год это крупнейшая авиакатастрофа в Швейцарии и в истории самолёта Vickers Vanguard.

## Расследование
Расследование причин катастрофы рейса IM 435 проводил Отдел по расследованию авиационных происшествий Великобритании (AAIB).
По изучению оборудования было установлено, что приёмник №1 был настроен на частоту радиомаяка MN, а приёмник №2 на частоту радиомаяка BN. При этом в приёмнике №1 имелись следы плохой пайки, что могло приводить к нарушениям в его работе, тем более что ранее по его плохой работе уже были жалобы. Но в полёте сбой в работе данного приёмника обнаружить непросто; также сбои в работе были замечены и у приёмника №2.
Окончательный отчёт расследования был опубликован в ноябре 1975 года.
Согласно отчёту, причиной катастрофы стала потеря пилотами ориентации в пространстве после двух заходов на посадку в условиях полётов по приборам. Способствующими факторами стали недостаточная навигация, в том числе нарушения во время последнего этапа захода по части высоты и курса при вхождении в посадочную глиссаду, спутанность навигационных средств при недостаточной проверке и сравнении их показаний (перекрёстные и двойные проверки), а также плохой приём из-за плохих метеоусловий сигналов на средней частоте от радиомаяков, что в сочетании с техническими дефектами приёмников значительно осложняло пилотам навигационную задачу.